# Kinematische Kette

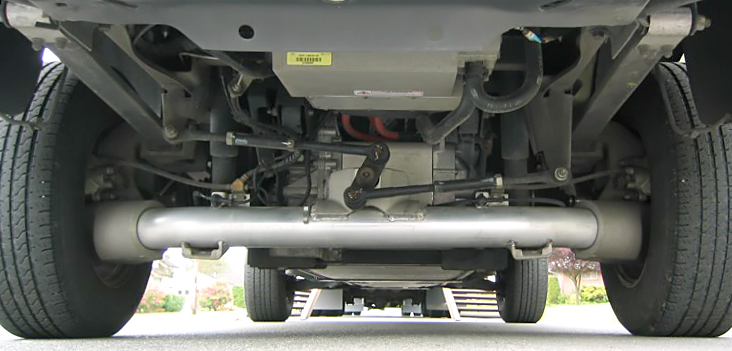
Das Watt-Gestänge, ein viergliedriges Koppelgetriebe zur Querführung einer Starrachse
Foto: reales Getriebe

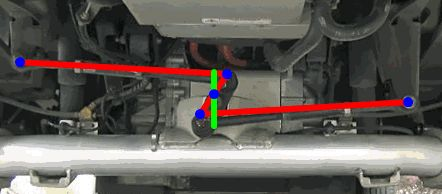
Das Watt-Gestänge:
rot/blau: Abstraktion zum kinematischen Schema.
Zur weiteren Abstraktion der viergliedrigen geschlossenen kinematischen Kette (s. folgendes Bild) fehlt die Verbindungsgerade zwischen den beiden am Fahrzeugaufbau festen Gelenken.

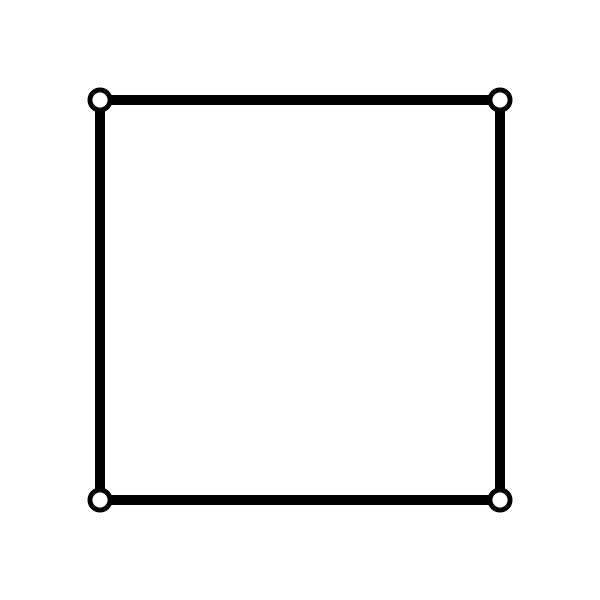
Viergliedrige kinematische Kette

Kinematische Kette (englisch: kinematic chain) ist ein abstrakter Begriff aus der Getriebetechnik. Die kinematische Kette „zeigt nur den strukturellen Zusammenhang der Glieder und gibt keinerlei Hinweise auf die Gliederfunktion. […] Aus einer kinematischen Kette entsteht ein Getriebe, wenn man ein Glied zum Gestell und ein oder mehrere Glieder zum Antriebsglied macht.“
Ein kinematisches Schema ist das Ergebnis eines ersten Abstraktionsschrittes von einem realen Getriebe zur kinematischen Kette. Es ist „die Strukturdarstellung eine Getriebes, das dessen für die Bewegung wesentlichen Teile, also Glieder, Gelenke und Organe, vereinfacht und ohne konstruktive Gestalt […] zeigt.“
Die Darstellung der Kette besteht aus
- Symbolen (z. B. Geraden) für die Glieder des Getriebes
- Symbolen (verbindenden kleinen Kreisen) für die bewegliche Kopplung (Gelenk) zwischen je zwei Gliedern. Der Freiheitsgrad f der Gelenke wird bei f > 1 praktischerweise am Symbol vermerkt.[Anm. 1]

Beim in nebenstehenden Bildern gezeigten Watt-Gestänge – ein viergliedriges Koppelgetriebe – ist die Abstraktion vom realen Getriebe (erstes Bild) zur ebenfalls viergliedrigen kinematischen Kette (drittes Bild) leicht nachvollziehbar. Die abstrakte Zwischenstufe kinematisches Schema (zweites Bild: 1 Gestell, 3 bewegte Glieder in realer Länge als rote Geraden, 5 Gelenke als blaue Punkte) ist lediglich durch ein Viereck mit kleinen Kreisen auf den Ecken zu ersetzen.
Die Abstraktion zur kinematischen Kette führt immer zu einem Bild in der Ebene, auch wenn es sich um komplexe, in Schleifen unterteilte Ketten handelt, wie sie in der Fahrwerkstechnik z. B. bei der Fünflenkerradaufhängung anzutreffen sind.
„Notwendige Voraussetzung für eine erfüllte Getriebestruktur“ ist, „dass Gliedergruppen geschlossene Polygone bilden“, dass also eine geschlossene kinematische Kette vorliegt. „Bei manchen … Problemstellungen … wie Industrierobotern und Manipulatoren mit ihren Greifern … ist es aber vorteilhaft, Betrachtungen an offenen kinematischen Ketten anzustellen.“

## Weiterer Gebrauch des Begriffs
Bei Robotergreifarmen und ähnlichen technischen Geräten wie z. B. Baggerarmen wird der Begriff offene kinematische Kette angewendet. Wie in der allgemeinen Getriebetechnik sind i. d. R. je zwei feste Körper kinematisch eindeutig zu einer Kette verbunden, meistens mit einem Gelenk mit Freiheitsgrad f=1. Unterschiedlich ist, dass die offene Kette nicht zwangläufig ist. Der Zwanglauf wird nicht mit nur einem Antrieb erreicht, sondern in jedem Gelenk ist ein individueller Antrieb erforderlich. Damit wird an jeder Verbindungsstelle je ein Getriebe mit jeweils geschlossener kinematischer Kette beigefügt.
Die Begriffe geschlossene bzw. offene kinematische Kette werden auch in der Biomechanik des menschlichen Körpers gebraucht. Sie helfen wie in der Getriebetechnik bei der Analyse der Kinematik und der Kinetik aneinander hängender Glieder, wobei es sich hier mehrheitlich um die einzelnen Glieder der Arme und Beine und deren Bewegungsmechanik handelt.